# Campeonato Ecuatoriano de Fútbol 1969
El Campeonato Ecuatoriano de Fútbol 1969, conocido oficialmente como «Campeonato Nacional de Fútbol 1969», fue la 11.ª edición del Campeonato nacional de fútbol profesional de la Primera División en Ecuador. El torneo fue organizado por la Asociación Ecuatoriana de Fútbol (hoy Federación Ecuatoriana de Fútbol) y contó con la participación de los 14 equipos de fútbol.
Liga Deportiva Universitaria se coronó campeón por primera vez en su historia.
Al finalizar el mismo, se produjo el descenso de los equipos ubicados en los cuatro últimos puestos en la tabla de posiciones.

## Sistema de juego
El campeonato de 1969 no repitió el formato anterior. Se disputó entre 14 equipos: Barcelona, Emelec, Patria, Everest, Norte América, Liga Deportiva Universitaria, Aucas, Deportivo Quito, El Nacional, Universidad Católica, América, Manta Sport, INECEL (como equipo sorpresa) y América de Ambato, que jugaron 26 cotejos de ida y vuelta. El conjunto con el mejor puntaje fue campeón, automáticamente; los 4 últimos descendieron. En total son 7 equipos de la Costa y 7 equipos de la Sierra.

## Relevo anual de clubes
| Pos. | de la Primera División          |
| ---- | ------------------------------- |
| 1º   | Politécnico                     |
| 2º   | Macará                          |
| 3º   | Estibadores Navales (Expulsado) |

| Pos. | de la Segunda División del Guayas |
| ---- | --------------------------------- |
| 1º   | Patria                            |
| 2º   | Norte América                     |

| Pos. | de la Segunda División de Pichincha |
| ---- | ----------------------------------- |
| 1º   | Universidad Católica                |

| Pos. | de la Segunda División de Manabí |
| ---- | -------------------------------- |
| 1º   | INECEL                           |

| Pos. | de la Segunda División de Tungurahua |
| ---- | ------------------------------------ |
| 1º   | América de Ambato                    |

## Datos de los clubes
| Equipo               | Ciudad                                                                             | Provincia  |
| -------------------- | ---------------------------------------------------------------------------------- | ---------- |
| América de Ambato    | Ambato                                                                             | Tungurahua |
| América de Quito     | Quito                                                                              | Pichincha  |
| Aucas                | Quito                                                                              | Pichincha  |
| Barcelona            | Guayaquil                                                                          | Guayas     |
| Deportivo Quito      | Quito                                                                              | Pichincha  |
| El Nacional          | Quito                                                                              | Pichincha  |
| Emelec               | Guayaquil                                                                          | Guayas     |
| Everest              | Guayaquil                                                                          | Guayas     |
| INECEL               | [[Archivo:\|class=notpageimage noviewer\|20x20px\|border\|Bandera de Manta]] Manta | Manabí     |
| Liga de Quito        | Quito                                                                              | Pichincha  |
| Manta Sport          | [[Archivo:\|class=notpageimage noviewer\|20x20px\|border\|Bandera de Manta]] Manta | Manabí     |
| Norte América        | Guayaquil                                                                          | Guayas     |
| Patria               | Guayaquil                                                                          | Guayas     |
| Universidad Católica | Quito                                                                              | Pichincha  |

## Equipos por ubicación geográfica
| Provincia  | N.º | Equipos                                                                                           |
| ---------- | --- | ------------------------------------------------------------------------------------------------- |
| Pichincha  | 6   | - América de Quito - Aucas - Deportivo Quito - El Nacional - Liga de Quito - Universidad Católica |
| Guayas     | 5   | - Barcelona - Emelec - Everest - Norte América - Patria                                           |
| Manabí     | 2   | - INECEL - Manta Sport                                                                            |
| Tungurahua | 1   | - América de Ambato                                                                               |

| INECEL Manta Sport Barcelona Emelec Everest Norte América Patria Universidad Católica Liga de Quito El Nacional Deportivo Quito Aucas América de Quito América de Ambato |

## Única etapa

### Partidos y resultados
| Fecha 1           | Fecha 1   | Fecha 1              |
| Equipo Local      | Resultado | Equipo Visitante     |
| ----------------- | --------- | -------------------- |
| El Nacional       | 5 - 1     | Universidad Católica |
| Manta Sport       | 0 - 2     | Barcelona            |
| América de Quito  | 2 - 0     | INECEL               |
| Patria            | 0 - 1     | Liga de Quito        |
| Aucas             | 3 - 1     | Norte América        |
| América de Ambato | 1 - 0     | Deportivo Quito      |
| Emelec            | 0 - 0     | Everest              |

| Fecha 2              | Fecha 2   | Fecha 2           |
| Equipo Local         | Resultado | Equipo Visitante  |
| -------------------- | --------- | ----------------- |
| Everest              | 2 - 3     | Manta Sport       |
| Norte América        | 0 - 1     | Barcelona         |
| Emelec               | 2 - 0     | América de Quito  |
| Deportivo Quito      | 2 - 1     | Liga de Quito     |
| Universidad Católica | 3 - 0     | América de Ambato |
| INECEL               | 1 - 3     | Aucas             |
| El Nacional          | 1 - 0     | Patria            |

| Fecha 3           | Fecha 3   | Fecha 3              |
| Equipo Local      | Resultado | Equipo Visitante     |
| ----------------- | --------- | -------------------- |
| Manta Sport       | 1 - 1     | Emelec               |
| Norte América     | 2 - 1     | Universidad Católica |
| Patria            | 1 - 0     | Deportivo Quito      |
| Aucas             | 2 - 1     | Everest              |
| América de Ambato | 3 - 0     | INECEL               |
| América de Quito  | 0 - 1     | Liga de Quito        |
| El Nacional       | 0 - 0     | Barcelona            |

| Fecha 4              | Fecha 4   | Fecha 4           |
| Equipo Local         | Resultado | Equipo Visitante  |
| -------------------- | --------- | ----------------- |
| Barcelona            | 3 - 1     | América de Ambato |
| Patria               | 1 - 1     | Everest           |
| INECEL               | 1 - 3     | El Nacional       |
| Emelec               | 3 - 2     | Liga de Quito     |
| América de Quito     | 1 - 1     | Norte América     |
| Universidad Católica | 2 - 0     | Manta Sport       |
| Aucas                | 1 - 0     | Deportivo Quito   |

| Fecha 5           | Fecha 5   | Fecha 5              |
| Equipo Local      | Resultado | Equipo Visitante     |
| ----------------- | --------- | -------------------- |
| Norte América     | 1 - 0     | INECEL               |
| América de Ambato | 2 - 0     | Patria               |
| Deportivo Quito   | 3 - 2     | Emelec               |
| Liga de Quito     | 1 - 0     | Universidad Católica |
| Manta Sport       | 0 - 0     | América de Quito     |
| El Nacional       | 1 - 1     | Everest              |
| Barcelona         | 2 - 2     | Aucas                |

| Fecha 6          | Fecha 6   | Fecha 6              |
| Equipo Local     | Resultado | Equipo Visitante     |
| ---------------- | --------- | -------------------- |
| Deportivo Quito  | 3 - 1     | Manta Sport          |
| Liga de Quito    | 2 - 0     | América de Ambato    |
| Emelec           | 1 - 1     | El Nacional          |
| Everest          | 1 - 2     | Norte América        |
| INECEL           | 1 - 1     | Universidad Católica |
| América de Quito | 1 - 0     | Aucas                |
| Barcelona        | 1 - 0     | Patria               |

| Fecha 7              | Fecha 7   | Fecha 7          |
| Equipo Local         | Resultado | Equipo Visitante |
| -------------------- | --------- | ---------------- |
| América de Ambato    | 0 - 2     | América de Quito |
| Liga de Quito        | 5 - 1     | INECEL           |
| Norte América        | 0 - 1     | Emelec           |
| El Nacional          | 1 - 3     | Aucas            |
| Everest              | 0 - 0     | Deportivo Quito  |
| Manta Sport          | 4 - 1     | Patria           |
| Universidad Católica | 0 - 0     | Barcelona        |

| Fecha 8          | Fecha 8   | Fecha 8              |
| Equipo Local     | Resultado | Equipo Visitante     |
| ---------------- | --------- | -------------------- |
| Patria           | 0 - 0     | Aucas                |
| Emelec           | 2 - 2     | América de Ambato    |
| América de Quito | 1 - 1     | Universidad Católica |
| Deportivo Quito  | 2 - 0     | Norte América        |
| Barcelona        | 3 - 1     | Liga de Quito        |
| El Nacional      | 4 - 1     | Manta Sport          |
| INECEL           | 3 - 5     | Everest              |

| Fecha 9              | Fecha 9   | Fecha 9          |
| Equipo Local         | Resultado | Equipo Visitante |
| -------------------- | --------- | ---------------- |
| América de Ambato    | 2 - 6     | El Nacional      |
| Aucas                | 1 - 1     | Emelec           |
| Norte América        | 2 - 1     | Patria           |
| Universidad Católica | 3 - 1     | Everest          |
| Manta Sport          | 0 - 3     | Liga de Quito    |
| Deportivo Quito      | 1 - 1     | América de Quito |
| Barcelona            | 1 - 0     | INECEL           |

| Fecha 10        | Fecha 10  | Fecha 10             |
| Equipo Local    | Resultado | Equipo Visitante     |
| --------------- | --------- | -------------------- |
| Everest         | 2 - 0     | América de Ambato    |
| Aucas           | 4 - 0     | Manta                |
| Patria          | 0 - 1     | Universidad Católica |
| Deportivo Quito | 0 - 2     | El Nacional          |
| Barcelona       | 0 - 1     | América de Quito     |
| INECEL          | 0 - 1     | Emelec               |
| Liga de Quito   | 2 - 0     | Norte América        |

| Fecha 11          | Fecha 11  | Fecha 11             |
| Equipo Local      | Resultado | Equipo Visitante     |
| ----------------- | --------- | -------------------- |
| América de Quito  | 1 - 0     | El Nacional          |
| Aucas             | 2 - 3     | Liga de Quito        |
| INECEL            | 1 - 0     | Manta Sport          |
| Patria            | 3 - 0     | Emelec               |
| Deportivo Quito   | 1 - 0     | Universidad Católica |
| América de Ambato | 0 - 0     | Norte América        |
| Everest           | 1 - 1     | Barcelona            |

| Fecha 12        | Fecha 12  | Fecha 12             |
| Equipo Local    | Resultado | Equipo Visitante     |
| --------------- | --------- | -------------------- |
| El Nacional     | 3 - 1     | Norte América        |
| Aucas           | 1 - 0     | Universidad Católica |
| Deportivo Quito | 1 - 0     | INECEL               |
| Everest         | 0 - 0     | Liga de Quito        |
| Manta Sport     | 4 - 3     | América de Ambato    |
| Patria          | 0 - 1     | América de Quito     |
| Barcelona       | 0 - 1     | Emelec               |

| Fecha 13          | Fecha 13  | Fecha 13             |
| Equipo Local      | Resultado | Equipo Visitante     |
| ----------------- | --------- | -------------------- |
| Deportivo Quito   | 0 - 0     | Barcelona            |
| América de Quito  | 1 - 0     | Everest              |
| INECEL            | 0 - 4     | Patria               |
| América de Ambato | 2 - 4     | Aucas                |
| Norte América     | 1 - 0     | Manta Sport          |
| Emelec            | 2 - 0     | Universidad Católica |
| Liga de Quito     | 1 - 1     | El Nacional          |

| Fecha 14             | Fecha 14  | Fecha 14          |
| Equipo Local         | Resultado | Equipo Visitante  |
| -------------------- | --------- | ----------------- |
| Norte América        | 2 - 3     | Aucas             |
| Universidad Católica | 2 - 5     | El Nacional       |
| Barcelona            | 3 - 0     | Manta Sport       |
| Liga de Quito        | 7 - 0     | Patria            |
| Deportivo Quito      | 3 - 0     | América de Ambato |
| INECEL               | 1 - 2     | América de Quito  |
| Everest              | 1 - 1     | Emelec            |

| Fecha 15          | Fecha 15  | Fecha 15             |
| Equipo Local      | Resultado | Equipo Visitante     |
| ----------------- | --------- | -------------------- |
| Barcelona         | 3 - 1     | Norte América        |
| América de Quito  | 2 - 0     | Emelec               |
| Liga de Quito     | 1 - 1     | Deportivo Quito      |
| Aucas             | 2 - 0     | INECEL               |
| América de Ambato | 3 - 4     | Universidad Católica |
| Manta Sport       | 3 - 5     | Everest              |
| Patria            | 2 - 1     | El Nacional          |

| Fecha 16             | Fecha 16  | Fecha 16          |
| Equipo Local         | Resultado | Equipo Visitante  |
| -------------------- | --------- | ----------------- |
| Barcelona            | 2 - 1     | El Nacional       |
| Deportivo Quito      | 1 - 0     | Patria            |
| Universidad Católica | 1 - 0     | Norte América     |
| Liga de Quito        | 1 - 1     | América de Quito  |
| Emelec               | 3 - 2     | Manta Sport       |
| INECEL               | 0 - 1     | América de Ambato |
| Everest              | 1 - 0     | Aucas             |

| Fecha 17          | Fecha 17  | Fecha 17             |
| Equipo Local      | Resultado | Equipo Visitante     |
| ----------------- | --------- | -------------------- |
| El Nacional       | 2 - 1     | INECEL               |
| Norte América     | 2 - 2     | América de Quito     |
| Deportivo Quito   | 1 - 3     | Aucas                |
| Liga de Quito     | 1 - 0     | Emelec               |
| Manta Sport       | 2 - 0     | Universidad Católica |
| América de Ambato | 1 - 2     | Barcelona            |
| Everest           | 0 - 0     | Patria               |

| Fecha 18             | Fecha 18  | Fecha 18          |
| Equipo Local         | Resultado | Equipo Visitante  |
| -------------------- | --------- | ----------------- |
| INECEL               | 0 - 0     | Norte América     |
| América de Quito     | 4 - 0     | Manta Sport       |
| Emelec               | 0 - 0     | Deportivo Quito   |
| Everest              | 3 - 1     | El Nacional       |
| Patria               | 3 - 0     | América de Ambato |
| Aucas                | 1 - 0     | Barcelona         |
| Universidad Católica | 1 - 6     | Liga de Quito     |

| Fecha 19             | Fecha 19  | Fecha 19         |
| Equipo Local         | Resultado | Equipo Visitante |
| -------------------- | --------- | ---------------- |
| Manta Sport          | 1 - 1     | Deportivo Quito  |
| El Nacional          | 1 - 0     | Emelec           |
| Universidad Católica | 2 - 0     | INECEL           |
| América de Ambato    | 0 - 11    | Liga de Quito    |
| Aucas                | 2 - 1     | América de Quito |
| Norte América        | 0 - 1     | Everest          |
| Patria               | 1 - 2     | Barcelona        |

| Fecha 20         | Fecha 20  | Fecha 20             |
| Equipo Local     | Resultado | Equipo Visitante     |
| ---------------- | --------- | -------------------- |
| Aucas            | 1 - 1     | El Nacional          |
| Deportivo Quito  | 8 - 2     | Everest              |
| Emelec           | 0 - 1     | Norte América        |
| América de Quito | 4 - 1     | América de Ambato    |
| Barcelona        | 1 - 0     | Universidad Católica |
| INECEL           | 1 - 7     | Liga de Quito        |
| Patria           | 6 - 2     | Manta Sport          |

| Fecha 21             | Fecha 21  | Fecha 21         |
| Equipo Local         | Resultado | Equipo Visitante |
| -------------------- | --------- | ---------------- |
| Universidad Católica | 2 - 1     | América de Quito |
| Everest              | 9 - 1     | INECEL           |
| América de Ambato    | 3 - 4     | Emelec           |
| Manta Sport          | 1 - 3     | El Nacional      |
| Aucas                | 3 - 0     | Patria           |
| Norte América        | 1 - 5     | Deportivo Quito  |
| Liga de Quito        | 3 - 0     | Barcelona        |

| Fecha 22         | Fecha 22  | Fecha 22             |
| Equipo Local     | Resultado | Equipo Visitante     |
| ---------------- | --------- | -------------------- |
| Everest          | 5 - 2     | Universidad Católica |
| América de Quito | 1 - 0     | Deportivo Quito      |
| INECEL           | 0 - 4     | Barcelona            |
| Emelec           | 2 - 1     | Aucas                |
| Liga de Quito    | 2 - 0     | Manta Sport          |
| Patria           | 1 - 0     | Norte América        |
| El Nacional      | 3 - 1     | América de Ambato    |

| Fecha 23             | Fecha 23  | Fecha 23         |
| Equipo Local         | Resultado | Equipo Visitante |
| -------------------- | --------- | ---------------- |
| América de Ambato    | 1 - 1     | Everest          |
| El Nacional          | 6 - 3     | Deportivo Quito  |
| Universidad Católica | 0 - 1     | Patria           |
| Norte América        | 1 - 5     | Liga de Quito    |
| América de Quito     | 3 - 0     | Barcelona        |
| Manta Sport          | 2 - 0     | Aucas            |
| Emelec               | 3 - 0     | INECEL           |

| Fecha 24             | Fecha 24  | Fecha 24          |
| Equipo Local         | Resultado | Equipo Visitante  |
| -------------------- | --------- | ----------------- |
| Norte América        | 3 - 0     | América de Ambato |
| Barcelona            | 4 - 0     | Everest           |
| Liga de Quito        | 2 - 1     | Aucas             |
| Universidad Católica | 3 - 2     | Deportivo Quito   |
| Manta Sport          | 2 - 0     | INECEL            |
| Emelec               | 1 - 1     | Patria            |
| El Nacional          | 1 - 2     | América de Quito  |

| Fecha 25             | Fecha 25  | Fecha 25         |
| Equipo Local         | Resultado | Equipo Visitante |
| -------------------- | --------- | ---------------- |
| INECEL               | 0 - 1     | Deportivo Quito  |
| América de Quito     | 0 - 0     | Patria           |
| Emelec               | 1 - 0     | Barcelona        |
| Norte América        | 2 - 2     | El Nacional      |
| América de Ambato    | 5 - 3     | Manta Sport      |
| Universidad Católica | 2 - 4     | Aucas            |
| Liga de Quito (C)    | 3 - 1     | Everest          |

| Fecha 26             | Fecha 26  | Fecha 26              |
| Equipo Local         | Resultado | Equipo Visitante      |
| -------------------- | --------- | --------------------- |
| Barcelona            | 0 - 1     | Deportivo Quito       |
| Manta Sport          | 1 - 0     | Norte América         |
| El Nacional          | 1 - 3     | Liga de Quito         |
| Patria               | 2 - 5     | INECEL                |
| Universidad Católica | 2 - 2     | Emelec                |
| Aucas                | 3 - 0     | América de Ambato     |
| Everest              | 2 - 4     | América de Quito (SC) |

### Tabla de posiciones
|      |  |     | Equipo               | PJ | PG | PE | PP | GF | GC | DG  | PTS |
| ---- |  | --- | -------------------- | -- | -- | -- | -- | -- | -- | --- | --- |
| (C)  |  | 1.  | Liga de Quito        | 26 | 19 | 4  | 3  | 75 | 20 | +55 | 42  |
| (SC) |  | 2.  | América de Quito     | 26 | 15 | 7  | 4  | 39 | 18 | +21 | 37  |
| (X)  |  | 3.  | Aucas                | 26 | 16 | 4  | 6  | 50 | 27 | +23 | 36  |
| (X)  |  | 4.  | Barcelona            | 26 | 14 | 5  | 7  | 35 | 20 | +15 | 33  |
| (X)  |  | 5.  | El Nacional          | 26 | 13 | 6  | 7  | 56 | 36 | +20 | 32  |
| (X)  |  | 6.  | Emelec               | 26 | 11 | 9  | 6  | 34 | 28 | +6  | 31  |
| (X)  |  | 7.  | Deportivo Quito      | 26 | 12 | 6  | 8  | 40 | 28 | +12 | 30  |
| (X)  |  | 8.  | Everest              | 26 | 8  | 9  | 9  | 46 | 45 | +1  | 25  |
| (X)  |  | 9.  | Universidad Católica | 26 | 9  | 4  | 13 | 34 | 47 | -13 | 22  |
| (X)  |  | 10. | Patria               | 26 | 8  | 5  | 13 | 28 | 36 | -8  | 21  |
|      |  | 11. | Norte América        | 26 | 7  | 5  | 14 | 24 | 40 | -16 | 19  |
|      |  | 12. | Manta Sport          | 26 | 7  | 3  | 16 | 33 | 59 | -26 | 17  |
|      |  | 13. | América de Ambato    | 26 | 5  | 3  | 18 | 32 | 72 | -40 | 13  |
|      |  | 14. | INECEL               | 26 | 2  | 2  | 22 | 17 | 67 | -50 | 6   |

PJ = Partidos jugados; PG = Partidos ganados; PE = Partidos empatados; PP = Partidos perdidos; GF = Goles a favor; GC = Goles en contra; DG = Diferencia de gol; PTS = Puntos
| (C)  | Campeón, clasificó a la Copa Libertadores 1970.    |
| (SC) | Subcampeón, clasificó a la Copa Libertadores 1970. |
| (X)  | Clasificaron a la Copa Ecuador 1970.               |
|      | Descendió a la Segunda División del Guayas.        |
|      | Descendió a la Segunda División de Tungurahua.     |
|      | Descendieron a la Segunda División de Manabí.      |

#### Evolución de la clasificación
| Equipo               | 01 | 02 | 03 | 04 | 05 | 06 | 07 | 08 | 09 | 10 | 11 | 12 | 13 | 14 | 15 | 16 | 17 | 18 | 19 | 20 | 21 | 22 | 23 | 24 | 25 | 26 |
| -------------------- | -- | -- | -- | -- | -- | -- | -- | -- | -- | -- | -- | -- | -- | -- | -- | -- | -- | -- | -- | -- | -- | -- | -- | -- | -- | -- |
| Liga de Quito        | 5  | 6  | 4  | 5  | 4  | 3  | 2  | 4  | 3  | 3  | 1  | 1  | 2  | 2  | 3  | 3  | 2  | 2  | 2  | 1  | 1  | 1  | 1  | 1  | 1  | 1  |
| América de Quito     | 4  | 5  | 8  | 8  | 10 | 9  | 6  | 7  | 7  | 6  | 5  | 4  | 4  | 4  | 2  | 2  | 4  | 3  | 4  | 3  | 3  | 4  | 3  | 2  | 2  | 2  |
| Aucas                | 2  | 2  | 1  | 1  | 1  | 1  | 1  | 1  | 4  | 2  | 3  | 3  | 1  | 1  | 1  | 1  | 1  | 1  | 1  | 2  | 2  | 2  | 2  | 3  | 3  | 3  |
| Barcelona            | 3  | 3  | 3  | 3  | 3  | 4  | 3  | 2  | 1  | 4  | 4  | 5  | 6  | 5  | 5  | 4  | 3  | 4  | 3  | 4  | 4  | 3  | 3  | 4  | 4  | 4  |
| El Nacional          | 1  | 1  | 2  | 2  | 2  | 2  | 4  | 3  | 2  | 1  | 2  | 2  | 3  | 3  | 4  | 5  | 5  | 5  | 5  | 5  | 5  | 5  | 4  | 5  | 5  | 5  |
| Emelec               | 7  | 4  | 6  | 4  | 6  | 6  | 5  | 5  | 5  | 5  | 7  | 7  | 5  | 7  | 7  | 7  | 7  | 7  | 7  | 7  | 7  | 7  | 6  | 6  | 6  | 6  |
| Deportivo Quito      | 9  | 7  | 9  | 12 | 8  | 7  | 7  | 6  | 6  | 8  | 6  | 6  | 7  | 6  | 6  | 6  | 6  | 6  | 6  | 6  | 6  | 6  | 7  | 7  | 7  | 7  |
| Everest              | 8  | 11 | 13 | 13 | 13 | 13 | 12 | 12 | 12 | 10 | 10 | 10 | 10 | 10 | 10 | 9  | 9  | 8  | 8  | 8  | 8  | 8  | 8  | 8  | 8  | 8  |
| Universidad Católica | 14 | 8  | 11 | 6  | 9  | 10 | 10 | 10 | 9  | 7  | 8  | 8  | 9  | 9  | 8  | 8  | 8  | 9  | 9  | 9  | 9  | 9  | 10 | 9  | 9  | 9  |
| Patria               | 10 | 12 | 10 | 9  | 12 | 12 | 13 | 13 | 13 | 13 | 12 | 13 | 11 | 11 | 11 | 11 | 11 | 11 | 11 | 11 | 11 | 10 | 9  | 10 | 10 | 10 |
| Norte América        | 13 | 13 | 12 | 10 | 7  | 5  | 8  | 9  | 8  | 9  | 9  | 9  | 8  | 8  | 9  | 10 | 10 | 10 | 10 | 10 | 10 | 11 | 11 | 11 | 11 | 11 |
| Manta Sport          | 12 | 9  | 7  | 11 | 11 | 11 | 11 | 11 | 11 | 12 | 13 | 12 | 13 | 13 | 13 | 13 | 13 | 13 | 12 | 12 | 12 | 12 | 12 | 12 | 12 | 12 |
| América de Ambato    | 6  | 10 | 5  | 7  | 5  | 8  | 9  | 8  | 10 | 11 | 11 | 11 | 12 | 12 | 12 | 12 | 12 | 12 | 13 | 13 | 13 | 13 | 13 | 13 | 13 | 13 |
| INECEL               | 11 | 14 | 14 | 14 | 14 | 14 | 14 | 14 | 14 | 14 | 14 | 14 | 14 | 14 | 14 | 14 | 14 | 14 | 14 | 14 | 14 | 14 | 14 | 14 | 14 | 14 |

### Campeón
|                                                  |
|                                                  |
| Campeón Liga Deportiva Universitaria 1.er título |

## Goleadores
| Jugador              | Equipo        | Goles |
| -------------------- | ------------- | ----- |
| Francisco Bertocchi  | Liga de Quito | 26    |
| Tom Rodríguez        | El Nacional   | 17    |
| Patricio Peñaherrera | El Nacional   | 16    |